# Halftoon

links: halftoon, hier met alleen zwarte punten van variabele grootte op een witte achtergrond; rechts: hoe het menselijk oog dit patroon ziet van voldoende afstand.

Halftoon is in de beeldverwerkende technieken een term voor afbeeldingen die alleen wit en zwart bevatten en zijn opgebouwd uit een fijn patroon van zwarte punten van variabele grootte op een witte achtergrond, of omgekeerd, waardoor het voor het menselijk oog lijkt alsof de afbeelding ook tussentinten bevat. 
Het halftoon-principe berust op het omzetten van uiteenlopende grijstinten in puntjes van verschillende grootte. Als de puntjes maar dicht genoeg bij elkaar staan, worden ze door het menselijke oog niet apart waargenomen maar als grijstinten, hoe groter de puntjes, hoe donkerder het oppervlak. Dankzij de  halftoon-techniek kan men met drukpersen die eigenlijk geen grijstinten drukken, toch foto's afdrukken.
Wanneer halftonen in de primaire kleuren cyaan, magenta, geel (en zwart) over elkaar gedrukt worden is het ook mogelijk kleurenafbeeldingen te drukken met deze techniek. Dan ontstaat vierkleurendruk met CMYK kleurcodering.

## Geschiedenis
Een vroege vorm van halftoon-drukwerk werd rond 1880 ontwikkeld door Georg Meisenbach, een fotograaf en uitvinder uit Duitsland, die zijn fotodruktechniek 'autotypie' noemde. 
In het Verenigd Koninkrijk ontstond de 'Autotype Company', die zich toelegde op vervaardiging van fotoreproducties in halftoon. 

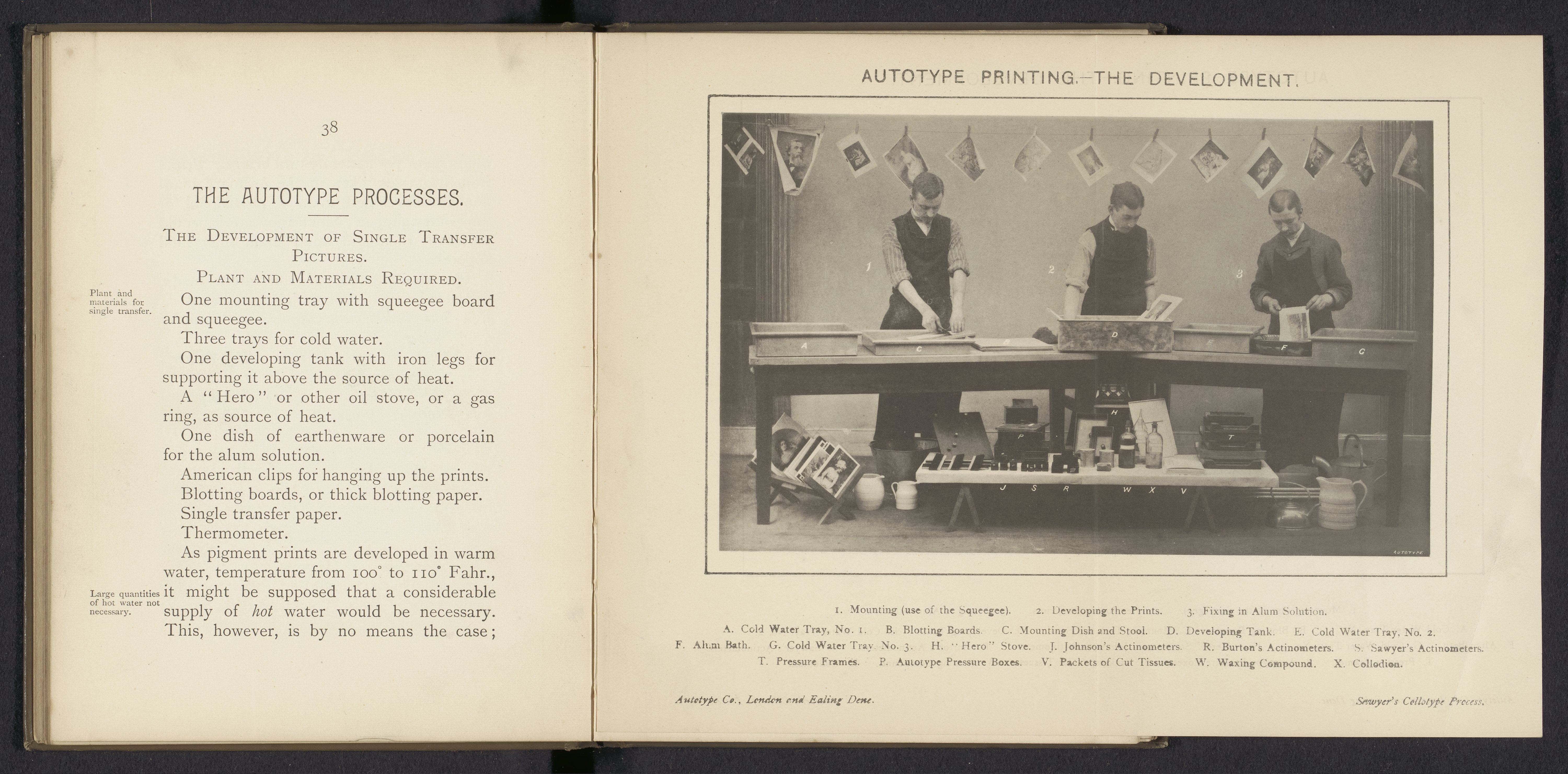
Het maken van autotype prints